# 西園寺章雄
西園寺 章雄（さいおんじ あきお、1947年〈昭和22年〉1月22日 - 2025年〈令和7年〉1月14日）は、日本の俳優、声優、ナレーター。本名は斉隠寺 忠雄（さいおんじ ただお）。大阪府東大阪市出身。MC企画所属。旧芸名は西園寺 宏（さいおんじ ひろし）の他にも、本名名義での出演作もある。

## 人物・略歴
大阪府立城東工業高等学校卒業。特技は殺陣。
1966年に関西芸術座入団、「アーニー・クーニーの歌」（舞台）で、初舞台。1974年、女優の和泉敬子と結婚後に関西芸術座を退団。
デビューから若手時代は悪役・斬られ役での出演が中心であったが歳を重ねてからは地位の高い役どころや善人役を数多く演じている。また近年は関西芸術座で舞台演出を担当して若手育成にも関わっていた。
日本ナレーション演技研究所大阪校教務主任をしていた。
かねてより病気療養中であったが、2025年1月14日に死去したことが1月16日に所属事務所の公式サイトで発表された。77歳没。

## 出演

### テレビドラマ
- 明智探偵事務所（1972年4月2日 - 10月9日、NHK総合テレビジョン） - 小林芳雄  ※斎穏寺忠雄名義
- 紫頭巾事件帖 第24話「尼寺に?」（1972年、12ch / 松竹） - 田所清次郎 ※斎穏寺忠雄名義
- 必殺シリーズ（ABC / 松竹）
  - 助け人走る
    - 第5話 「御生命大切」（1973年） - 太田新八 ※斎穏寺忠雄名義
    - 第14話「被害大妄想」（1974年） - 内藤貢 ※斎穏寺忠雄名義

  - 暗闇仕留人 第25話 「晒されて候」（1974年） - 菊次 ※斎穏寺忠雄名義
  - 翔べ! 必殺うらごろし 第14話「額の傷が見た! 恐怖のあしたを」（1979年） - 己之吉
  - 必殺仕事人
    - 第3話「仕事人危うし!暴くのは誰か?」（1979年） - 古賀源内
    - 第54話「呪い技怪談怨霊攻め」（1980年） - 長野
    - 第69話「盗り技 乱調お神楽刺し」（1980年） - 宇垣玄馬

  - 必殺仕舞人 第12話「おちゃれ節騙した男へ波しぶき - 紀伊 -」（1981年） - 山科屋
  - 新・必殺仕舞人 第8話「その手は桑名の焼蛤」（1982年） - 桜田
  - 新・必殺仕事人
    - 第17話「主水心中にせんりつする」（1981年） - 鳥居外記
    - 第35話 「主水 友情に涙する」（1982年） - 岡っ引き 清次
    - 第43話「主水予算オーバーする」（1982年） - 村田

  - 必殺仕事人IV 第10話「主水 せんを張り倒す」（1983年） - 大貫半兵衛
  - 必殺仕事人V激闘編
    - 第3話「大難関!大奥女ボス殺し」（1985年） - 伊賀勘蔵
    - 第32話「鍛冶屋の政、水中で闘う」（1986年） - 嘉助

  - 必殺仕事人V旋風編
    - 第4話「せん、りつ、カチンカチン体操をする」（1986年） - 七兵衛
    - 第10話「主水、ワープロをうつ」（1986年） - 牟田

  - 必殺仕事人V・風雲竜虎編
    - 第9話「八百人目の恋は悲恋!」（1987年） - 儀助
    - 第17話「恐怖の辻射ち」（1987年） - 深見久兵ヱ

  - 必殺仕事人・激突!
    - 第6話「徳川家康のキセル」（1991年） - 篠村備中守
    - 第16話「夢次、江戸のテレクラでバイトする」（1992年） - 備前屋清吉

  - 必殺仕事人2009 第2話「厚顔無恥」（2009年）
  - 必殺仕事人2019（2019年3月10日） - 佐島屋二郎衛門
- 太陽にほえろ!第180話「訣別」（1975年12月26日、NTV、東宝） - 警官  ※西園寺宏名義
- 特別機動捜査隊（1976年、NET、東映）※西園寺宏名義
  - 第741話「海女と真珠の詩」 - 高木鉄男
  - 第748回「ミミズを飼う女」 - 榎本克哉
  - 第778話「天使の乳房に泣く」 - 浜田祐二
  - 第786話「女子高生と野獣」 - 記者
- 秘密戦隊ゴレンジャー 第67話「真赤な特攻!!キレンジャー夕陽に死す」（1976年11月6日、NET、東映） - 研究所所員  ※西園寺宏名義
- 大江戸捜査網 第285話「夜桜は死の誘い」（1977年、12ch・三船プロ） - 若林
- NHK大河ドラマ 花神（1977年） - 来原良蔵
- 風鈴捕物帳 第5話「友情に命を賭けて」（1978年、テレビ朝日 / 東映） - 大工
- 部長刑事（ABC）
  - 第1054話「女を欺す10ヶ条」（1979年）
  - 第1066話「8・9・3は殺しのナンバー」（1979年）
  - 第1111話「熱愛-11人の出演者による-」（1980年）
- 銭形平次（フジテレビ / 東映、大川橋蔵主演版）
  - 第667話「結婚って何だ」（1979年4月11日） - 清二郎[7]
  - 第783話「甦った十手」（1981年10月07日） - 佐吉[8]
  - 第836話「呪いの三味線」（1983年1月5日） - 新三郎[9]
  - 第848話「自慢にならぬ初手柄」（1983年4月27日） - 銀次郎[10]
  - 第876話「笛屋敷殺人事件」（1984年1月11日）[11]
- 銭形平次 第1シーズン第10話「切腹直前! 殺人者にされた与力」（2004年6月14日、テレビ朝日、村上弘明主演版） - 奈良屋惣兵衛
- 水戸黄門（TBS・C.A.L）
  - 第1部 第28話「隠密無情 -磐城-」（1970年2月9日） - 藩士※斎穏寺忠雄名義
  - 第5部 第23話「野望の代償 -唐津-」（1974年9月9日） - 結城新兵衛 ※斎穏寺忠雄名義
  - 第6部 第19話「仇討ち！阿波踊り ‐徳島‐」（1975年8月4日） - 役人 ※斉穏寺忠雄名義
  - 第10部
    - 第13話「罠にはまった男 -水口-」（1979年11月5日） - 依田林之助
    - 第20話「名工二代志野茶碗 -多治見-」（1979年12月24日）- 米吉

  - 第13部 第21話「身替り八兵衛お殿様 -唐津-」（1983年3月7日） - 白石
  - 第17部
    - 第6話「悲願仇討ち傘女房 -岐阜-」（1987年10月5日） - 宇佐美淳之助
    - 第10話「泣き笑い献上仏壇 -尾張-」（1987年11月2日） - 徳川光友

  - 第18部 第28話「印籠盗んだ女掏摸 -清水-」（1989年3月27日）
  - 第19部
    - 第2話「老公狙う大爆破 -岩城-」（1989年10月2日）- 番所役人
    - 第24話「縁結び頑固比べ -善光寺-」（1990年3月12日）- 役人

  - 第20部
    - 第23話「お助け母さんひえつき節 -宮崎-」（1991年4月15日） - 島津惟久
    - 第41話「悪を蹴散らす競べ馬 -八戸-」（1991年8月19日） - 南部直房

  - 第22部 第7話「悲願叶えた夢花火 -岡崎-」（1993年6月28日） - 水野忠盈
  - 第23部 第20話「悪を糺した神楽面 -浜田-」（1994年12月19日） - 松平康宦
  - 第24部 第25話「天下の名医は敵持ち -松本-」（1996年3月11日）
  - 第25部
    - 第10話「涙涙の父娘節 -岸和田-」（1997年2月24日） - 岡部長泰
    - 第23話「帰らぬ兄は逃亡者 -小松-」（1997年6月2日） - 味岡采女
    - 第29話「狙われた庄内小町 - 酒田-」（1997年7月14日）- 庄内屋伊平

  - 第26部 第10話「陰謀砕く男の勇気 -延岡-」（1998年4月20日） - 吉次郎
  - 第27部 第6話「瞼の母がついた嘘-天童-」　　(1999年4月26日)　- 叶屋
  - 第28部
    - 第11話「恋を叶えた岡崎燈籠-岡崎-」(2000年5月22日)　- 栗原大膳
    - 第22話「助っ人助さん 仮祝言 -兵庫-」（2000年8月14日） - 青山幸督

  - 第29部 第1話「将軍が最も恐れた男 -江戸-」（2001年4月2日） - 綱豊の用人
  - 第30部 第21話「遊女が狙った異人館 -長崎-」（2002年6月3日） - 湊屋
  - 第31部 第16話「刀が教えた賢兄愚弟 -岡山-」（2003年2月10日） - 池田綱政
  - 第34部 第8話「荒くれ旅籠に咲いた花 -花巻-」（2005年2月28日） - 島村頼母
  - 第36部 第13話「お江戸から来た凸凹家族 -萩-」（2006年10月30日） - 忠兵衛
  - 第39部 第14話「悪事をあばく今昔の恋 -宮崎-」（2009年1月26日） - 高山甚助
  - 第41部 第9話「女意気地とニブイ奴 -新宮-」（2010年12月6日） - 笹野
  - 第42部 第1話「お前は助さん 俺は格さん -江戸-」（2010年10月11日） - 栗原
  - 第43部 第7話「家族愛にまさる宝なし -藤枝-」（2011年8月15日）
- 斬り捨て御免! （12ch）
  - 第1シリーズ（1980年）
    - 第5話「命を賭けた母子星」 - 森川達也
    - 第17話「涙に曇る江戸の空」 - 本多主膳

  - 第2シリーズ（1981年） 
    - 第7話「偽装心中なみだ川」 - 佐伯
    - 第12話「忍びよる恐怖の影」 - 佐吉

  - 第3シリーズ（1982年）
    - 第6話「暗闇目付が仕掛けた必殺罠」 - 松野越前守
    - 第19話「白昼に散った女影目付」 - 奥田玄了
- ドラマ人間模様 / 万葉の娘たち（1981年1月 - 2月） - 城川
- 時代劇スペシャル / 着ながし奉行（1981年、フジテレビ・俳優座映画放送・映像京都） - 松平和泉守信真
- 江戸の用心棒 第8話「梶川の姪」（1981年、フジテレビ・東宝・映像京都）
- 土曜ワイド劇場 / 京都殺人案内（ABC / 松竹）
  - 第6作「男女の水死体はどこから来たか!?」（1982年） - 小杉刑事
  - 第11作「美人社長誘拐さる!」（1985年） - 土井刑事
- 松平右近事件帳 第3話「恨みのかんざし」（1982年、NTV / ユニオン映画） - 磯吉
- 暴れん坊将軍シリーズ（テレビ朝日 / 東映）
  - 暴れん坊将軍II
    - 第29話「かしまし姉妹の盗み酒!」（1983年） - 宮坂新八
    - 第50話「女だてらの荒療治!」（1984年） - 中本仙之助
    - 第64話「天誅! 窓ぎわの反乱!」（1984年） - 小松
    - 第116話「大奥を盗みに来た女!」（1985年） - 柳斉

  - 暴れん坊将軍III
    - 第115話「無念を晴らした南蛮大魔術!?」（1990年） - 松川屋

  - 暴れん坊将軍IX
    - 第15話「潜入! 吉宗の生母 小石川養生所の謎」（1999年） - 小川笙船
    - 第27話「宿命の絆 わが子に一目逢いたい!」（1999年） - 北川多門

  - 暴れん坊将軍XII
    - 第7話「疑惑の家督相続! 吉宗と二世を誓った女」（2002年）
- 新・なにわの源蔵事件帳 第5話「艶女衣裳競べ」（1983年、NHK）
- 遠山の金さん 第1シリーズ （ANB / 東映）※高橋英樹版
  - 第47話「悪女おらんの甘い罠!」（1983年）
  - 第65話「二つの顔の女・緋牡丹おりん!」（1983年）
  - 第136話「ろくでなし女医の心の旅路!」（1985年）- 小石川養生所医師　矢沢
- 長七郎江戸日記（NTV系・ユニオン映画）
  - 第1シリーズ 第10話「風流手まり唄」（1983年） - 田原源太郎
  - スペシャル第1作「千姫有情、母ありき」（1988年） - 大野治長
  - 第2シリーズ
    - 第23話「苦死を落とした女」（1988年） - 春吉の父
    - 第43話「弟よ、小蝶涙舞い」（1989年） - 村上隼人
    - 第61話「長寿のご利益」（1989年9月12日放送） - 多吉

  - 第3シリーズ 第10話「若後家には御用心」（1990年） - 小松屋宗吉
- 西部警察 PART-III 第50話「爆発5秒前! 琵琶湖の対決―大阪・大津篇― 」(1984年） - ミシガン船長
- 若大将天下ご免! 第19話「三々九度は夜討ちの合図!」（1987年、テレビ朝日・東映） - 友成小弥太
- 大岡越前（TBS・C.A.L）
  - 第10部 第21話「狙われた赤ん坊」（1988年7月18日）
  - 第15部
    - 第20話「裏切られた友情」（1999年2月1日） - 雨宮敬一郎
    - 第25話「最後の罪が恩返し」（1999年3月8日）
- 鬼平犯科帳（CX / 松竹）
  - 第1シリーズ
    - 第5話「血闘」（1989年8月9日） - 鶴（たずがね）の忠助
    - 第22話「金太郎そば」（1990年1月24日） - 房次郎

  - 第3シリーズ 第3話「馴馬の三蔵」（1991年12月11日） - 鮫州の市兵衛
  - 第4シリーズ 第4話「正月四日の客」（1993年1月13日） - 吉住の紋蔵
  - 第5シリーズ 第1話「土蜘蛛の金五郎」（1994年3月9日） - 山本元次郎
  - 第8シリーズ 第9話「さらば鬼平犯科帳」（1998年6月10日） - 谷村彦九郎
- 月影兵庫あばれ旅 第1シリーズ 第1・2話「消えた姫君を追え!（前編・後編）」（1989年、TX / 松竹）
- 京都サスペンス「ほたる式部秘抄」（1989年、KTV / G・カンパニー）
- 幕府お耳役檜十三郎（TX / 松竹）
  - 第2話「大名潰し・三千両の罠」（1991年4月14日）
  - 第6話「大名馬鹿・罠にかかった六万石」（1991年5月12日）
- 金田一耕助の傑作推理 「八つ墓村」（1991年、TBS・東阪企画） - 新居医師
- 火曜サスペンス劇場 京都・女性記者シリーズ 第4作「京都大原殺人街道」（1991年、NTV / 松竹） - 沢村洋一
- 山村美紗サスペンス「赤い霊柩車シリーズ1・京都豪邸密室殺人の謎」（1992年3月6日放送、CX / 大映テレビ） - 村上助教授
- 銭形平次[要出典]
- 新・京都殺人案内シリーズ
- 八百八町夢日記 第2シリーズ（NTV・ユニオン映画）
  - 第4話「春遠からじ」（1991年） - 矢市
  - 第16話「女賊さんげ」（1992年） - 江崎
- 喧嘩屋右近第11話「連続殺人!殺し屋の罠」（1992年、TX・松竹）
- いのちの現場から（1992年、MBS） - 松本外科部長
  - 新・いのちの現場から2（2004年、MBS） - 松本外科部長
- 土曜ドラマ（NHK）
  - とおせんぼ通り（1992年） - 検事
- 闇を斬る!大江戸犯科帳（1993年、NTV・ユニオン映画）
  - 第1話「闇奉行誕生」 - 喜三郎 役
  - 第12話「鬼の棲む島夢の島」
- 父子鷹（1994年1月 - 3月、NTV / 松竹）
- 名奉行 遠山の金さん 第6シリーズ 第6話「必殺 世直し人の娘」（1994年、ANB / 東映） - 野木秋堂
- 江戸を斬るVIII 第21話「遠山狙う能面の女」（1994年、TBS / C.A.L） - 梶浦主馬
- 江戸の用心棒（NTV / ユニオン映画）
  - 第17話「走れ!夜逃げ屋」（1994年） - 三宅伊織
  - 第26話「千両箱が消えていく」（1995年）
- 付き馬屋おえん事件帳第3シリーズ （TX・松竹）
  - 第2話「乳房千両」
  - 第7話「小蝶哀しや吉原夢見鳥」 - 檜垣屋 役
- 江戸の用心棒II 第4話「人情子連れ芸者」（1995年、NTV・ユニオン映画） - 忠吉
- 月曜ドラマスペシャル / 一色京太郎事件ノート4（1997年、TBS） - 岩田
- 御家人斬九郎 第3シリーズ 第4話「三十六人斬り」（1997年、CX / 映像京都） - 北町奉行
- 金曜エンタテイメント 山村美紗サスペンス ニュースキャスター沢木麻沙子 第1作（1998年、フジテレビ） - KCTテレビ局スタッフ
- 科捜研の女シリーズ（ANB）
  - 第2シリーズ 第3話「監禁された女子大生!タイマー感電死まで24時間」（2000年） - 毛利社長
  - 新・科捜研の女2（第6シリーズ）第1話「疑惑の女刑事!」（2005年） - 加藤
  - 第9シリーズ 第4・5話（2009年）
  - 第17シリーズ 第15話「見当たり捜査の鬼」（2018年） - 三宅重吉
  - 第19シリーズ 第23話「土門刑事の妻」（2019年） ‐ 大西店長
- 南町奉行事件帖 怒れ!求馬II（2000年 TBS・C.A.L）第14回「妹は可愛い小悪魔」 - 山岸
- 大江戸を駈ける! 第10話「陽のあたる場所」（銀座）（2001年 TBS・C.A.L） - 加納軍兵衛
- 剣客商売（CX / 松竹）
  - 第4シリーズ 第1話「陽炎の男」（2003年1月21日） - 秋田屋
  - スペシャルドラマ「母と娘と」（2005年1月11日） - 小西彦兵衛
- 忠臣蔵〜決断の時（2003年、テレビ東京 / 松竹） - 田村右京太夫
- 土曜ワイド劇場 大阪社会部ひまダネ記者（2003年、ABC / 大映テレビ）
- 最後の忠臣蔵（2004年 NHK） - 常陸土浦藩主土屋政直
- 逃亡者 おりん第5話「母が守った花嫁御寮」（2006年、TX・C.A.L） - 溝口玄馬 役
- 京都迷宮案内 第9シリーズ（2007年） ‐ 田添範雄校長 役
- しゃばけ（2007年11月24日、CX）
- ドラマ30 / 京都へおこしやす!（2008年、MBS） - 大川医師 役
- 浪花の華〜緒方洪庵事件帳〜 第8話（2009年2月、NHK） - 日高良斎 役
- 連続テレビ小説（NHK 大阪）
  - ウェルかめ（2009年9月 - 2010年3月） - 中川龍一 役
  - カーネーション（2012年3月） - 病院院長
  - ごちそうさん（2013年） - 旦那衆
  - べっぴんさん スペシャルドラマ「恋する百貨店」（2017年4月29日、NHK BSプレミアム） - 山王寺百貨店・高坂社長 役
  - まんぷく 第10週「私は武士の娘の娘!」（2018年） - 大阪商工会会長
- JNN50周年記念 歴史大河スペクタクル　唐招提寺1200年の謎〜天平を駆けぬけた男と女たち （2009年11月、TBS）
- おみやさん第7シリーズ 第3話「誘拐事件に隠された時効事件の秘密」（2010年、EX・東映） - 剣持捜査一課長
- ドラマ10 / フェイク 京都美術事件絵巻 最終話「歌麿の鎖」（2011年2月8日、NHK・東映） - 山科圭一郎 役
- BS時代劇 / 神谷玄次郎捕物控 第1話「誘拐」（2014年4月4日、NHK BSプレミアム・松竹） - 政右衛門 役
- 最強のふたり〜京都府警 特別捜査班〜 第7話「30日間だけの親子!? 誘拐された娘…疑惑の父が運ぶ身代金！三つのお弁当の謎」（2015年、EX） - 尋八の知り合い
- リキッド 〜鬼の酒 奇跡の蔵〜（2015年4月12日、NHK BSプレミアム）
- 連続ドラマW（WOWOW）
  - ふたがしら 第2シリーズ 第1話「吉原破り」（2016年）
  - ながたんと青と-いちかの料理帖- 第7話「決意のパイ包みスープ」（2023年）
- 伝七捕物帳（2017年）- 大黒屋助右衛門 役/千歳屋清右衛門 役
- 人間の証明（2017年4月2日、テレビ朝日）
- 池波正太郎時代劇 光と影 第2話「武家の恥」（2017年、BSジャパン） - 森武兵衛（万之助の父） 役
- プレミアムドラマ 平成細雪（2018年、NHK BSプレミアム）
- くノ一忍法帖 蛍火 第3話「神隠しの謎」（2018年、BSジャパン）
- 雲霧仁左衛門・4（2018年10月5日、NHK BSプレミアム）
- スローな武士にしてくれ〜京都 撮影所ラプソディー〜（2019年3月23日、NHK BSプレミアム）
- 小吉の女房 第1・2シリーズ（2019・2021年） ‐ 長兵衛 役
- 十三人の刺客（2020年、NHK-BSプレミアム / ユニオン映画）
- 大岡越前スペシャル 〜初春に散る影法師〜（2021年1月1日、NHK-BSプレミアム）
- 連続ドラマW-30 / 磯部磯兵衛物語〜浮世はつらいよ〜 第6話（2024年8月16日予定、WOWOW）

### 映画
- 続・人間革命（1976年）
- 典子は、今（1981年）
- 野獣刑事（1982年）- 記者A
- くノ一忍法帖 自来也秘抄（1995年） - 藤堂和泉守
- ふるさとをください（2008年）
- 老いを生きる 今日も何処かで高齢者のサインが!（2010年、共和教育映画社） - 洋一
- 事実無根 〜嘘に振り回された家族の絆の物語〜（2023年） - 城田圭一
- 室町無頼（2025年）[12]

### Webドラマ
- 舞妓さんちのまかないさん（2023年、Netflix）

### オリジナルビデオ
- 必殺始末人III「地獄に散った花びら二枚」（1998年2月25日） - 井上利貞
- 首領への道・15 完結編（2015年） - 山城信二郎

### ラジオドラマ
- FMシアター（NHK-FM）
  - 「黙ってはいられない…でも、それから」（1982年）
  - 「攻撃の町」（1982年）
  - 「じゃがいもの花が咲いたよ」（1983年）
  - 「春の夢」（1986年）
  - 「中身のつまった抜け殻」（1996年）
  - 「鳩と夕暮れと」（1996年）
  - 『ともに帰らん』（2016年8月6日）[13] - 林田博士 役
  - 「やわはだ」（2019年4月6日） - 清川修 役
- アドベンチャーロード「南海幻想」（1986年、NHK-FM）
- とっておきラジオ 戦後70年関連番組「響け、長崎の鐘」（2015年8月9日）

### ラジオ
- 西園寺章雄のオンジーYOU（千里ニュータウンFM放送）

### 舞台
- 東海林太郎物語
- 関西俳優協議会公演 - 演出・制作
  - 御堂筋物語「銀杏並木・永遠に!」（1999年）
  - 第2回優秀演技賞受賞者研鑽発表公演（2009年）
  - 優秀演技賞受賞者研鑽発表会公演「骨よ笑え」（2011年）
  - 50周年記念公演「人生まわり舞台」（2017年）
- 東映俳優養成所2018年度修了公演「嫁取り二代目」（2019年） - 演出